# Говоріть простіше
«Говоріть простіше» (англ. Speak Easily) — американська кінокомедія Едварда Седжвіка 1932 року, з Бастером Кітоном в головній ролі.

## Сюжет
Наївний професор Пост отримує у спадок величезну суму грошей і вирішує, що тепер може насолодитися життям сповна. Він закохується в танцівницю, яка виступає в другосортних шоу. Думаючи справити на неї враження, він купує шоу і має намір поставити його на Бродвеї.

## У ролях
- Бастер Кітон — професор Пост
- Джиммі Дюранте — Джеймс
- Рут Селвін — Пенсі Пітс
- Тельма Тодд — Елеонор Еспер
- Гедда Гоппер — місіс Пітс
- Вільям Полі — Гріффо
- Сідні Толер — режисер-постановник
- Лоуренс Грант — лікар Болтон
- Генрі Арметта — Тоні
- Едвард Брофі — Рено